# Масукава Тосіхіде
Масука́ва Тосіхі́де (яп. 益川敏英; 7 лютого 1940 — 23 липня 2021) — японський фізик-теоретик, лауреат Нобелівської премії з фізики 2008 року.

## Життєпис
Тосіхіде Масукава народився в місті Наґоя, префектура Айті. У 1962 році закінчив університет в Нагої і в 1967 році в тому ж університеті був удостоєний вченого звання доктора. Тосіхіде Масукава був професором Кіотського університету у відставці і професором приватного університету Кіото Санге (Kyoto Sangyo University).

## Наукові досягнення
Він є співавтором відомої статті з порушення CP-симетрії. Стаття «CP Violation in the Renormalizable Theory of Weak Interaction» (1973), написана спільно з Макото Кобаясі, на 2007 рік займає третє місце за кількістю цитувань серед статей з фізики високих енергій (друге місце, якщо відкинути роботи за співавторством).

У цій роботі була введена матриця Кабіббо — Кобаясі — Масукави, що визначає параметри змішування кварків.
Гіпотеза, висловлена в статті, постулювала існування третього покоління кварків, яке було експериментально підтверджено через 4 роки з відкриттям b-кварка.